# Arnaud Montebourg
Arnaud Montebourg (ur. 30 października 1962 w Clamecy) – francuski polityk i prawnik, działacz Partii Socjalistycznej, poseł do Zgromadzenia Narodowego, minister odnowy produkcji w latach 2012–2014, minister gospodarki i odnowy produkcji w 2014.

## Życiorys
Urodził się jako syn Michela Montebourga i Leïly Ould Cadi, mającej algierskie pochodzenie. Studiował prawo na Université de Bourgogne oraz na Université Panthéon-Sorbonne. Został również absolwentem Instytutu Nauk Politycznych w Paryżu. W 1990 podjął praktykę w zawodzie adwokata w Paryżu.
W 1985 wstąpił do Partii Socjalistycznej. W 1997 po raz pierwszy uzyskał mandat posła do Zgromadzenia Narodowego w jednym z okręgów departamentu Saona i Loara. Z powodzeniem ubiegał się o reelekcję w wyborach w 2002 i 2007, zasiadając w niższej izbie francuskiego parlamentu do 2012. Był m.in. pierwszym wiceprzewodniczącym frakcji socjalistycznej. W 2008 został wybrany na radnego Saony i Loary, w latach 2008–2012 pełnił funkcję przewodniczącego rady generalnej. Obejmował różne funkcje w ramach Partii Socjalistycznej. W 2002 stanął na czele jej struktur w departamencie, od 2008 do 2012 był jej sekretarzem krajowym do spraw renowacji. W 2007 pełnił funkcję rzecznika Ségolène Royal w czasie jej nieudanej kampanii prezydenckiej. W 2001 zainicjował powołanie platformy politycznej C6R, głoszącej hasła utworzenia VI Republiki. Był również jednym z inicjatorów kolejnych wewnątrzpartyjnych ruchów politycznych – Nouveau Parti Socialiste (2003) i Rénover Maintenant (2005). W 2011 bez powodzenia ubiegał się o nominację na kandydata w wyborach prezydenckich w 2012, zajmując w prawyborach trzecie miejsce z wynikiem ponad 17% głosów.
16 maja 2012, po zwycięstwie François Hollande'a i powołaniu rządu Jeana-Marka Ayrault, objął stanowisko ministra odnowy produkcji. Pozostał na tym urzędzie również w utworzonym 21 czerwca 2012 (po wyborach parlamentarnych) drugim gabinecie tegoż premiera. 2 kwietnia 2014 został ministrem gospodarki i odnowy produkcji w nowym rządzie, na czele którego stanął Manuel Valls. Zakończył urzędowanie 25 sierpnia 2014. Powodem jego dymisji była publiczna krytyka polityki gospodarczej rządu.
W styczniu 2017 wziął udział w kolejnych zorganizowanych przez socjalistów prawyborach przed wyborami prezydenckimi. W pierwszej turze głosowania zajął trzecie miejsce z wynikiem również ponad 17% głosów.

## Życie prywatne
Do 2012 jego partnerką życiową była dziennikarka Audrey Pulvar. Później związany z polityk Aurélie Filippetti.

## Wybrane publikacje
- Proposition de résolution tendant au renvoi de Monsieur Jacques Chirac occupant les fonctions de Président de la République devant la Commission d'instruction de la Haute Cour de Justice, Éditions Denoël, 2001.
- La machine à trahir: Rapports sur le délabrement de nos institutions, Éditions Denoël, 2002.
- Pour un nouveau parti socialiste (z Vincentem Peillonem), Éditions Denoël, 2003.
- Au cœur de la gauche: Éléments pour un projet politique (z Vincentem Peillonem i Benoîtem Hamonem), Éditions Le Bord de l'eau, 2004.
- La Constitution de la 6e République – Réconcilier les Français avec la démocratie (z Bastienem François), Éditions Odile Jacob, 2005
- Des idées et des Rêves, Flammarion, 2010.
- Votez pour la démondialisation! – La République plus forte que la mondialisation, Éditions Flammarion, 2011.
- Antimanuel de Politique, Éditions Bréal, 2012.